# Segunda División de Samoa Americana
La Segunda División de Samoa Americana fue una competición de fútbol amateur que representaba el segundo nivel en la pirámide divisional del fútbol samoamericano.
Se fundó en 2012 y está integrada por 6 equipos, de los cuales el campeón asciende a primera división y el segundo accede a la promoción en busca de los un ascenso a la Liga de Fútbol FFAS.

## Equipos temporada 2013
- Vaiala Tongan
- PanSa
- Vaitogi United
- Ilaoa and To’omata
- Atu’u Broncos
- Green Bay

## Palmarés
- 2012: FC SKBC
- 2013: PanSa[2]
- 2014: Ilaoa & To'omata
- 2015: Pago Youth

## Títulos por equipo
| Club             | Títulos | Años campeón |
| ---------------- | ------- | ------------ |
| FC SKBC          | 1       | 2012         |
| PanSa            | 1       | 2013         |
| Ilaoa & To'omata | 1       | 2014         |
| Pago Youth       | 1       | 2015         |